# George Frederick McKay
George Frederick McKay (Harrington (Washington), 11 juni 1899 - Stateline (Nevada), 4 oktober 1970) was een Amerikaanse componist, muziekpedagoog en dirigent. Hij is het tweede kind van het echtpaar Frederick Harrison McKay en Ila Diantha Pangborn en de oudere broer van Francis Howard McKay, eveneens componist.

## Biografie
McKay werd geboren op het Amerikaanse platteland, de staat Washington. Men vertrok al snel naar een groter stadje Spokane genaamd en daar zat hij dan ook op de lagere school en middelbare school. Het zag er eerst naar uit dat McKay een carrière als accountant tegemoet ging; hij studeerde aan de Washington State University; later keerde zijn studie richting muziek onder leiding van Carl Paige Wood. Om verder te komen in de muziek ging McKay studeren aan de Eastman School of Music in Rochester. Hij kreeg daar les van twee Scandinavische docenten: Christian Sinding en Selim Palmgren. Van Sinding kreeg hij de belangstelling mee voor originele volksmuziek; ze bleven hun leven lang vrienden. Palmgren nomineerde McKay’s vioolsonate voor een Pulitzerprijs. Toen McKay op Eastman studeerde trad net Howard Hanson aan als algemeen leider en voorvechter van dan hedendaagse moderne klassieke muziek. Nadat McKay was afgestudeerd riep Hanson hem nog een paar keer terug om leiding te geven om uitvoeringen te geven van die moderne muziek (Hanson zelf was vrij behoudend in zijn stijl). Al in zijn Seattletijd experimenteerde McKay met jazzachtige structuren in zijn eigen muziek.
Hij begon zelf met les te geven in de afgelegen staten North Carolina, South Dakota en Missouri. In 1927 keerde McKay terug naar de University of Washington, nu als docent. Hij richtte de faculteit compositie op. Hij gaf leiding aan het instituut en zorgde voor een veertigjarige impuls van compositie, leraarschap en dirigeren, met name in de omgeving van Seattle. Zijn composities bereikte de gehele Verenigde Staten en kwamen op befaamde lessenaars terecht van Boston Symphony Orchestra, Los Angeles Philharmonic Orchestra en de Seattle Symphony al dan niet onder zijn eigen leiding. In 1952 kreeg McKay een opdracht van de Seattle Symphony voor het 100-jarig bestaan; het resultaat was zijn enige symfonie met bijtitels Evocation Symphony en Symphony for Seattle.
Onder zijn leerlingen bevonden zich William Bolcom, John Cage, Goddard Lieberson en Earl Robinson, waarvan sommigen diverse prijzen in de wacht sleepten. Gedurende al die tijd had nog tijd voor gastcolleges in allerlei gebieden binnen de Verenigde Staten
Zijn eigen voorkeuren gingen uit naar typische West Coast fenomenen als straatmarsen van showbands, honky-tonk dance halls. McKay was dan ook begenadigd pianist. Hij kreeg gedurende zijn beginperiode te maken met roerige tijden; De grote depressie van de jaren 30 en de dan op gang komende automatisering. Wellicht juist daarom greep hij steeds terug op de Amerikaanse volksmuziek en met name die van zijn woon/werkomgeving. Een vergelijk met Heitor Villa-Lobos, Carlos Chávez, William Grant Still, Antonín Dvořák en Béla Bartók dringt zich op.  
McKay schreef in allerlei uiteenlopende genres, van die ene symfonie tot moderne dansmuziek tot lichte operamelodieën; hij componeerde ook muziek voor kinderen. Ook na zijn pensionering bleef hij componeren. Daarnaast schreef hij ook artikelen en boeken over muziek waaronder "Creative Orchestration," "The Technique of Modern Harmony," en "Creative Harmony."
Hij dirigeerde vaak zijn eigen werk, net als Hanson. Hij stond op de bok bij het Seattle Symphony en CBC Orchestra Vancouver.  

## Discografie
In tegenstelling tot wat bovenstaande doet vermoeden, is zijn discografie vrij beperkt. Pas de laatste jaren komen er opnamen uit; voornamelijk in de serie Naxos American Classics. Het platenlabel probeert hiermee vergeten Amerikaanse muziek opnieuw bekend te maken tegen budgetprijzen. In de serie zijn inmiddels (2009) vier compact discs met zijn muziek uitgegeven, waaronder zijn lang vergeten werk Epoch: An American Dance Symphony. Ook zijn enige symfonie is inmiddels beschikbaar. Voor het overige blijft het kwakkelen.

## Composities

### Werken voor orkest

#### Symfonieën
- Sinfonietta nr. 1
- Sinfonietta nr. 2
- Sinfonietta nr. 3
- Sinfonietta nr. 4
- Symfonie nr. 1
- Evocation Symfonie - Symphony for Seattle

#### Symfonische gedichten
- A great day is coming
- A Lanier Pastoral
- A pioneer epic
- A Prairie Portrait
- Machine age blues
- Song over the great plains
- Symbolic Portrait
- To a Liberator

#### Suites voor orkest
- Down to the sea again
- From a moonlit ceremony (Native American Themes)
- Harbor Narrative
- Suite on 16th century Hymn Tunes, voor strijkorkest
- Suite on Children's themes, voor strijkorkest
- Suite on Fiddlers' Tunes
- Tlingit (Alaskan Native American Themes)

#### Concerten voor instrumenten en orkest
- Concert, voor cello en orkest
- Concert, voor viool en orkest
- Pastorale, voor hobo en orkest
- Sonate, voor trombone en orkest
- Sonatine, voor dwarsfluit en orkest
- Sonatine, voor klarinet en strijkorkest
- Suite, voor altviool en orkest
- Three Troubadour Songs, voor harpen en orkest
- Variations on a pentatonic theme, voor cello en orkest

#### Andere werken voor orkest
- Aria, Canon, and Allegro
- Buffalo and crow, voor strijkorkest
- Carnivalesque
- Eternal Song
- Fantasy on a western folksong
- Folk Dance Miniatures, voor strijkorkest
- Folk Song Miniatures
- From Outdoor Life, voor strijkorkest
- From the main Woods, voor strijkorkest
- Halyard and Capstan, voor strijkorkest
- Homage to Stephen Foster
- Lyric Poems
- Missouri Harmony
- Moods Fantastic and Lyric, voor strijkorkest
- Port Royal 1861, voor strijkorkest
- Rocky Harbour and Sandy Cove, voor strijkorkest
- Sea spray, voor strijkorkest
- Sinfonia nr. 1
- Sinfonia nr. 2
- Sinfonietta, voor strijkorkest
- Six Christmas songs for elementary Orchestra
- Sky-blue and meadow green, voor strijkorkest
- Southwest Scenes
- Symfonie miniature
- Symfonie miniature nr. 2
- Symphonette in D
- The big sky
- Two MacDowell Pieces, voor strijkorkest
- Variants on a Texas tune

### Werken voor harmonieorkest
- 1952 Jubilee
- 1952 Roundabout Tune
- 1952 The Forty Niners, rapsodie
- 1952 The Plaisman, suite
- 1956 The Railroaders, suite
- 1960 Folk Song Variants

### Vocale muziek

#### Cantates
- Choral Rhapsody, Pioneers - tekst: Walt Whitman
- Lincoln Lyrics, voor gemengd koor en orkest - tekst: Edwin Markham
- The Seer, voor gemengd koor en orkest - tekst: Ralph Waldo Emerson

#### Werken voor koor
- In green ways, voor gemengd koor en orkest
- Lincoln Lyrics, voor gemengd koor en orkest - tekst: Edwin Markham
- Lanier Pastorale, voor gemengd koor en orkest
- The Seer, voor gemengd koor en orkest - tekst: Ralph Waldo Emerson
- To a Liberator, voor gemengd koor en orkest

#### Liederen
- Three Foster Songs, voor sopraan en orkest

### Werken voor orgel
- A nativity triology
- Adagietto
- Ascencions
- Benedictions
- Canzone Celesti
- Contemplations
- Elegaic Poem
- Evocations
- Four poetic images
- Gloria on a pedal theme
- In Remembrance
- Lament for Absolam
- Meditations
- Poeme Pastorale
- Poems of exaltation
- Sing Choir of Angels
- Sonata Mistica
- Sonate nr. 1
- Sonate nr. 2
- Sonate nr. 3
- Suite on 16th century hymn tunes
- Suite on Easter Hymns
- Three Miniatures
- Three pastoral preludes
- Two Voluntaries on themes by liturgical Masters
- Wedding Music